# Рузвельт, Йоханнес
Йоханнес Рузвельт (англ. Johannes Roosevelt;крещён 27 февраля 1689, Нью-Йорк — 1750, Нью-Йорк), также известен как Джон Рузвельт — американский торговец, олдермен и представитель рода Рузвельтов из Ойстер-Бей, к которому принадлежали Теодор Рузвельт и Элеонора Рузвельт.
Йоханес был крещён 27 февраля 1689 года в Эзопусе (штат Нью-Йорк), в те годы, когда там жил его отец, Николас Рузвельт. Его отец был сыном основателя рода Рузвельтов, Класа ван Розенвелта. В 1690 году семья переехала в город Нью-Йорк. 25 сентября 1708 года Иоханнес женился на Heyltje Sjoerts в реформатской голландской церкви в Нью-Йорке. В браке родилось 11 детей:
- Маргарет (1709)
- Николас (1710)
- Иоханнес (1712)
- Хьюльти (1714)
- Ольферт (1716)
- Якобус (1718, умер в младенчестве)
- Мария (1723, умерла в младенчестве)
- Якобус (1724) (от него вёл своё происхождение Теодор Рузвельт)
- Aeltje (1726—1727)
- Корнелюс (1731)

Иоханнес был выбран помощником олдермена с 1717 по 1727 и олдерменом с 1730 по 1733 год.
Его раб по имени Quack был одним из организаторов восстания рабов в 1741 году в Нью-Йорке. Его обвинили в поджоге форта Джордж и казнили.
Иоханнес был прапрапрадедом президента Теодора Рузвельта и прапрапрапрадедом Элеоноры Рузвельт. Якобус, брат Йоханнеса, был предком президента Франклина Рузвельта.